# Elmer David Davies
Elmer David Davies (* 12. Januar 1899 in Magnolia, Arkansas; † 7. Januar 1957) war ein US-amerikanischer Politiker und Jurist.

## Leben
Davies besuchte von 1916 bis 1918 das Henderson Brown College in Arkadelphia, Arkansas. Danach studierte er an der Vanderbilt University in Nashville, Tennessee und erhielt 1922 an der Law School der Universität einen Bachelor of Laws (LL.B.). Anschließend praktizierte er von 1922 bis 1939 als Rechtsanwalt  in Nashville. Daneben gehörte er von 1935 bis 1939 dem Senat von Tennessee an.
Am 19. Juni 1939 wurde er von Präsident Franklin D. Roosevelt zum Richter am United States District Court für den mittleren Distrikt von Tennessee nominiert, um den vakanten Sitz von Richter John J. Gore neu zu besetzen. Am 12. Juli 1939 wurde Davies vom Senat der Vereinigten Staaten bestätigt. Am selben Tag erfolgte seine Vereidigung. Von 1954 bis zu seinem Tod war er der Oberste Richter (chief judge) dieses Distriktes. Er starb am 7. Januar 1957 an einem Herzinfarkt.